# 1. Fußball-Club Köln 01/07 2000-2001
Questa voce raccoglie le informazioni riguardanti il 1. Fußball-Club Köln 01/07 nelle competizioni ufficiali della stagione 2000-2001.

## Stagione
Nella stagione 2000-2001 il Colonia, allenato da Ewald Lienen, concluse il campionato di Bundesliga al 10º posto. In Coppa di Germania il Colonia fu eliminato al primo turno dal Magdeburgo.

## Rosa
| N. |                     | Ruolo | Calciatore           |
| -- | ------------------- | ----- | -------------------- |
| 1  | Germania (bandiera) | P     | Markus Pröll         |
| 2  | Germania (bandiera) | D     | Carsten Cullmann     |
| 3  | Germania (bandiera) | D     | Alexander Voigt      |
| 4  | Zambia (bandiera)   | D     | Moses Sichone        |
| 5  | Slovenia (bandiera) | D     | Spasoje Bulajič      |
| 6  | Zambia (bandiera)   | C     | Andrew Sinkala       |
| 7  | Germania (bandiera) | C     | Ralf Hauptmann       |
| 8  | Germania (bandiera) | A     | Matthias Scherz      |
| 9  | Germania (bandiera) | A     | Georgi Donkov        |
| 10 | Germania (bandiera) | C     | Claus-Dieter Wollitz |
| 11 | Georgia (bandiera)  | A     | Archil Arveladze     |
| 12 | Germania (bandiera) | D     | Jens Keller          |
| 13 | Germania (bandiera) | D     | Janosch Dziwior      |
| 14 | Germania (bandiera) | C     | Markus Kreuz         |
| 15 | Germania (bandiera) | C     | Christian Springer   |

| N. |                                 | Ruolo | Calciatore          |
| -- | ------------------------------- | ----- | ------------------- |
| 16 | Germania (bandiera)             | P     | Alexander Bade      |
| 17 | Germania (bandiera)             | C     | Marcel Gebhardt     |
| 18 | Germania (bandiera)             | A     | Markus Kurth        |
| 20 | Germania (bandiera)             | D     | Thomas Cichon       |
| 21 | Bosnia ed Erzegovina (bandiera) | C     | Ivica Grlić         |
| 22 | Serbia e Montenegro (bandiera)  | A     | Darko Pivaljević    |
| 23 | Germania (bandiera)             | A     | Christian Timm      |
| 24 | Rep. Ceca (bandiera)            | A     | Miroslav Baránek    |
| 25 | Germania (bandiera)             | C     | Markus Dworrak      |
| 26 | Bosnia ed Erzegovina (bandiera) | C     | Nermin Celikovic    |
| 27 | Burkina Faso (bandiera)         | C     | Alassane Ouédraogo  |
| 30 | Germania (bandiera)             | C     | Dirk Lottner        |
| 31 | Russia (bandiera)               | P     | Vjatcheslav Sokolov |
| 40 | Germania (bandiera)             | D     | Mitja Schäfer       |

## Organigramma societario
Area tecnica
- Allenatore: Ewald Lienen
- Allenatore in seconda: Ján Kocian
- Preparatore dei portieri: Rolf Herings
- Preparatori atletici:

## Calciomercato

### Sessione estiva
| Acquisti | Acquisti           | Acquisti        | Acquisti |
| R.       | Nome               | da              | Modalità |
| -------- | ------------------ | --------------- | -------- |
| A        | Archil Arveladze   | NAC Breda       |          |
| P        | Alexander Bade     | Amburgo         |          |
| A        | Miroslav Baránek   | Sparta Praga    |          |
| C        | Ivica Grlić        | Fortuna Colonia |          |
| D        | Jens Keller        | Stoccarda       |          |
| C        | Markus Kreuz       | Hannover 96     |          |
| C        | Alassane Ouédraogo | Charleroi       |          |
| A        | Darko Pivaljević   | Anversa         |          |
| C        | Ivan Vukomanović   | Stella Rossa    |          |

| Cessioni | Cessioni         | Cessioni         | Cessioni |
| R.       | Nome             | a                | Modalità |
| -------- | ---------------- | ---------------- | -------- |
| C        | Michael Rösele   | LR Ahlen         |          |
| C        | Markus Bähr      | Pfullendorf      |          |
| C        | Stephan Glaser   | Bonner           |          |
| A        | Ralph Hasenhüttl | Greuther Fürth   |          |
| C        | Pascal Ojigwe    | Bayer Leverkusen |          |
| P        | Sebastian Selke  | Uerdingen 05     |          |
| P        | Ronny Teuber     | Greuther Fürth   |          |

### Sessione invernale
| Acquisti | Acquisti       | Acquisti      | Acquisti |
| R.       | Nome           | da            | Modalità |
| -------- | -------------- | ------------- | -------- |
| C        | Andrew Sinkala | Bayern Monaco |          |

| Cessioni | Cessioni         | Cessioni     | Cessioni |
| R.       | Nome             | a            | Modalità |
| -------- | ---------------- | ------------ | -------- |
| C        | Ivan Vukomanović | Stella Rossa |          |

## Risultati

### Bundesliga

#### Girone di andata
| Arbitro: | Albrecht |

|                     |           |                  |
| Sand 12’ Mpenza 37’ | Marcatori | 89’ (aut.) Hajto |

| Arbitro: | Jansen |

|                                             |           |               |
| Voigt 25’ Scherz 39’ Springer 58’ Kreuz 90’ | Marcatori | 82’ Kutschera |

| Friburgo in Brisgovia 5 settembre 2000, ore 18:15 CEST 3ª giornata | Friburgo | 0 – 0 referto | Colonia | Dreisamstadion (25 000 spett.)\| Arbitro: \| Meyer \| |
| Arbitro:                                                           | Meyer    |               |         |                                                       |

| Arbitro: | Merk |

|             |           |             |
| Lottner 75’ | Marcatori | 32’ Kirsten |

| Arbitro: | Strampe |

|                                                |           |          |
| Djorkaeff 10’ (rig.) Ramzy 88’ Komljenović 90’ | Marcatori | 18’ Timm |

| Arbitro: | Krug |

|            |           |                    |
| Scherz 41’ | Marcatori | 15’ Élber 73’ Cruz |

| Arbitro: | Steinborn |

|                                    |           |                                  |
| Alves 28’ Preetz 29’ Wosz 45’, 46’ | Marcatori | 23’ Arveladze 28’ (rig.) Lottner |

| Arbitro: | Weiner |

|                    |           |  |
| Timm 82’ Kurth 86’ | Marcatori |  |

| Arbitro: | Wack |

|                                                                               |           |  |
| Kühbauer 3’ Nowak 18’ Akpoborie 29’ Sebescen 38’ Marić 67’ Akonnor 90’ (rig.) | Marcatori |  |

| Arbitro: | Fleischer |

|                               |           |                     |
| Springer 31’, 36’ Lottner 75’ | Marcatori | 28’ Ganea 41’ Thiam |

| Unterhaching 5 novembre 2000, ore 17:30 CET 11ª giornata | Unterhaching | 0 – 0 referto | Colonia | Stadion am Sportpark (9 500 spett.)\| Arbitro: \| Heynemann \| |
| Arbitro:                                                 | Heynemann    |               |         |                                                                |

| Arbitro: | Albrecht |

|                                     |           |                         |
| Kurth 16’ Timm 19’ Lottner 49’, 86’ | Marcatori | 62’ Barbarez 69’ Yeboah |

| Arbitro: | Sippel |

|                                                 |           |                         |
| Cullmann 9’ Lottner 34’ Kurth 40’ Timm 49’, 71’ | Marcatori | 24’ Arvidsson 29’ Lange |

| Arbitro: | Berg |

|  |           |                      |
|  | Marcatori | 14’ Timm 70’ Lottner |

| Arbitro: | Fröhlich |

|                                                  |           |  |
| Kurth 42’ Arveladze 65’ Lottner 67’ Springer 76’ | Marcatori |  |

| Arbitro: | Kemmling |

|                     |           |               |
| Bogdanović 73’, 84’ | Marcatori | 69’ Arveladze |

| Colonia 13 dicembre 2000, ore 20:15 CET 17ª giornata | Colonia   | 0 – 0 referto | Borussia Dortmund | Müngersdorfer Stadion (41 000 spett.)\| Arbitro: \| Fleischer \| |
| Arbitro:                                             | Fleischer |               |                   |                                                                  |

#### Girone di ritorno
| Arbitro: | Fandel |

|                         |           |                       |
| Donkov 72’ Cullmann 75’ | Marcatori | 11’ Böhme 34’ Asamoah |

| Arbitro: | Stark |

|                  |           |                                                           |
| Kryszałowicz 63’ | Marcatori | 12’, 41’ Kurth 28’ (aut.) Kracht 36’ Scherz 89’ Arveladze |

| Arbitro: | Keßler |

|  |           |                         |
|  | Marcatori | 87’ (rig.) K'obiashvili |

| Arbitro: | Krug |

|                                         |           |                   |
| Lúcio 57’, 90’ Ballack 65’ Neuville 78’ | Marcatori | 8’ (rig.) Lottner |

| Arbitro: | Meyer |

|  |           |             |
|  | Marcatori | 14’ Lokvenc |

| Arbitro: | Heynemann |

|             |           |           |
| Jancker 65’ | Marcatori | 25’ Kreuz |

| Arbitro: | Wack |

|              |           |  |
| Cullmann 48’ | Marcatori |  |

| Arbitro: | Fröhlich |

|                               |           |                                        |
| Buckley 23’ Schindzielorz 31’ | Marcatori | 38’ Arveladze 61’ Kreuz 80’ Pivaljević |

| Colonia 16 marzo 2001, ore 20:15 CET 26ª giornata | Colonia | 0 – 0 referto | Wolfsburg | Müngersdorfer Stadion (27 500 spett.)\| Arbitro: \| Fandel \| |
| Arbitro:                                          | Fandel  |               |           |                                                               |

| Arbitro: | Gagelmann |

|  |           |                                   |
|  | Marcatori | 3’ Springer 23’ Kreuz 76’ Baránek |

| Arbitro: | Berg |

|          |           |                 |
| Timm 11’ | Marcatori | 46’ Oberleitner |

| Arbitro: | Keßler |

|              |           |             |
| Barbarez 76’ | Marcatori | 20’ Baránek |

| Arbitro: | Stark |

|                      |           |           |
| Benken 23’ Majak 48’ | Marcatori | 73’ Kurth |

| Arbitro: | Krug |

|                                                    |           |  |
| Lottner 21’ (rig.), 33’ Springer 46’ Arveladze 81’ | Marcatori |  |

| Arbitro: | Meyer |

|                                           |           |          |
| Max 12’ Agostino 81’ Arveladze 83’ (aut.) | Marcatori | 11’ Timm |

| Arbitro: | Albrecht |

|               |           |                             |
| Arveladze 20’ | Marcatori | 14’ Pizarro 70’, 74’ Ailton |

| Arbitro: | Gagelmann |

|                                |           |                                |
| Stević 21’ Reina 49’ Bobic 89’ | Marcatori | 28’ (aut.) Dedê 35’, 82’ Kreuz |

### Coppa di Germania
| Arbitro: | Stark |

|                                                         |           |                         |
| Zani 3’ (rig.) Hannemann 13’ Papic 49’, 54’ Ofodile 86’ | Marcatori | 11’ Scherz 62’ Springer |

## Statistiche

### Statistiche di squadra
| Competizione      | Punti | In casa | In casa | In casa | In casa | In casa | In casa | In trasferta | In trasferta | In trasferta | In trasferta | In trasferta | In trasferta | Totale | Totale | Totale | Totale | Totale | Totale | DR |
| Competizione      | Punti | G       | V       | N       | P       | Gf      | Gs      | G            | V            | N            | P            | Gf           | Gs           | G      | V      | N      | P      | Gf     | Gs     | DR |
| ----------------- | ----- | ------- | ------- | ------- | ------- | ------- | ------- | ------------ | ------------ | ------------ | ------------ | ------------ | ------------ | ------ | ------ | ------ | ------ | ------ | ------ | -- |
| Bundesliga        | 46    | 17      | 8       | 5       | 4       | 33      | 18      | 17           | 4            | 5            | 8            | 26           | 34           | 34     | 12     | 10     | 12     | 59     | 52     | +7 |
| Coppa di Germania | -     | 0       | 0       | 0       | 0       | 0       | 0       | 1            | 0            | 0            | 1            | 2            | 5            | 1      | 0      | 0      | 1      | 2      | 5      | -3 |
| Totale            | 46    | 17      | 8       | 5       | 4       | 33      | 18      | 18           | 4            | 5            | 9            | 28           | 39           | 35     | 12     | 10     | 13     | 61     | 57     | +4 |

### Andamento in campionato
| Giornata  | 1  | 2 | 3 | 4  | 5  | 6  | 7  | 8  | 9  | 10 | 11 | 12 | 13 | 14 | 15 | 16 | 17 | 18 | 19 | 20 | 21 | 22 | 23 | 24 | 25 | 26 | 27 | 28 | 29 | 30 | 31 | 32 | 33 | 34 |
| --------- | -- | - | - | -- | -- | -- | -- | -- | -- | -- | -- | -- | -- | -- | -- | -- | -- | -- | -- | -- | -- | -- | -- | -- | -- | -- | -- | -- | -- | -- | -- | -- | -- | -- |
| Luogo     | T  | C | T | C  | T  | C  | T  | C  | T  | C  | T  | C  | C  | T  | C  | T  | C  | C  | T  | C  | T  | C  | T  | C  | T  | C  | T  | C  | T  | T  | C  | T  | C  | T  |
| Risultato | P  | V | N | N  | P  | P  | P  | V  | P  | V  | N  | V  | V  | V  | V  | P  | N  | N  | V  | P  | P  | P  | N  | V  | V  | N  | V  | N  | N  | P  | V  | P  | P  | N  |
| Posizione | 11 | 6 | 9 | 12 | 14 | 15 | 16 | 16 | 16 | 13 | 14 | 10 | 10 | 6  | 6  | 7  | 7  | 8  | 7  | 8  | 9  | 10 | 11 | 10 | 8  | 7  | 7  | 8  | 9  | 10 | 9  | 9  | 10 | 10 |

Legenda:

Luogo: C = Casa; T = Trasferta. Risultato: V = Vittoria; N = Pareggio; P = Sconfitta.

### Statistiche dei giocatori
| Giocatore      | Bundesliga | Bundesliga | Bundesliga  | Bundesliga | Coppa di Germania | Coppa di Germania | Coppa di Germania | Coppa di Germania | Totale   | Totale | Totale      | Totale     |
| Giocatore      | Presenze   | Reti       | Ammonizioni | Espulsioni | Presenze          | Reti              | Ammonizioni       | Espulsioni        | Presenze | Reti   | Ammonizioni | Espulsioni |
| -------------- | ---------- | ---------- | ----------- | ---------- | ----------------- | ----------------- | ----------------- | ----------------- | -------- | ------ | ----------- | ---------- |
| A. Arveladze   | 26         | 7          | 1           | 0          | 1                 | 0                 | 1                 | 0                 | 27       | 7      | 2           | 0          |
| A. Bade        | 5          | 0          | 0           | 0          | 0                 | 0                 | 0                 | 0                 | 5        | 0      | 0           | 0          |
| M. Baránek     | 16         | 2          | 1           | 1          | 0                 | 0                 | 0                 | 0                 | 16       | 2      | 1           | 1          |
| S. Bulajič     | 15         | 0          | 2           | 0          | 0                 | 0                 | 0                 | 0                 | 15       | 0      | 2           | 0          |
| N. Celikovic   | 0          | 0          | 0           | 0          | 0                 | 0                 | 0                 | 0                 | 0        | 0      | 0           | 0          |
| T. Cichon      | 24         | 0          | 5           | 0          | 1                 | 0                 | 0                 | 0                 | 25       | 0      | 5           | 0          |
| C. Cullmann    | 25         | 3          | 4           | 0          | 0                 | 0                 | 0                 | 0                 | 25       | 3      | 4           | 0          |
| G. Donkov      | 19         | 1          | 0           | 0          | 1                 | 0                 | 0                 | 0                 | 20       | 1      | 0           | 0          |
| M. Dworrak     | 3          | 0          | 0           | 0          | 0                 | 0                 | 0                 | 0                 | 3        | 0      | 0           | 0          |
| J. Dziwior     | 24         | 0          | 6           | 0          | 0                 | 0                 | 0                 | 0                 | 24       | 0      | 6           | 0          |
| M. Gebhardt    | 0          | 0          | 0           | 0          | 0                 | 0                 | 0                 | 0                 | 0        | 0      | 0           | 0          |
| I. Grlić       | 2          | 0          | 0           | 0          | 0                 | 0                 | 0                 | 0                 | 2        | 0      | 0           | 0          |
| R. Hauptmann   | 13         | 0          | 1           | 0          | 1                 | 0                 | 1                 | 0                 | 14       | 0      | 2           | 0          |
| J. Keller      | 29         | 0          | 4           | 1          | 1                 | 0                 | 0                 | 0                 | 30       | 0      | 4           | 1          |
| M. Kreuz       | 25         | 6          | 2           | 0          | 1                 | 0                 | 0                 | 0                 | 26       | 6      | 2           | 0          |
| M. Kurth       | 26         | 7          | 7           | 0          | 1                 | 0                 | 0                 | 0                 | 27       | 7      | 7           | 0          |
| D. Lottner     | 31         | 11         | 2           | 1          | 1                 | 0                 | 0                 | 0                 | 32       | 11     | 2           | 1          |
| A. Ouédraogo   | 1          | 0          | 0           | 0          | 0                 | 0                 | 0                 | 0                 | 1        | 0      | 0           | 0          |
| D. Pivaljević  | 5          | 1          | 1           | 0          | 0                 | 0                 | 0                 | 0                 | 5        | 1      | 1           | 0          |
| M. Pröll       | 29         | 0          | 1           | 0          | 1                 | 0                 | 0                 | 0                 | 30       | 0      | 1           | 0          |
| M. Scherz      | 30         | 3          | 4           | 0          | 1                 | 1                 | 0                 | 0                 | 31       | 4      | 4           | 0          |
| M. Schäfer     | 0          | 0          | 0           | 0          | 0                 | 0                 | 0                 | 0                 | 0        | 0      | 0           | 0          |
| M. Sichone     | 26         | 0          | 8           | 2          | 1                 | 0                 | 0                 | 0                 | 27       | 0      | 8           | 2          |
| A. Sinkala     | 6          | 0          | 1           | 0          | 0                 | 0                 | 0                 | 0                 | 6        | 0      | 1           | 0          |
| V. Sokolov     | 0          | 0          | 0           | 0          | 0                 | 0                 | 0                 | 0                 | 0        | 0      | 0           | 0          |
| C. Springer    | 29         | 6          | 8           | 1          | 1                 | 1                 | 0                 | 0                 | 30       | 7      | 8           | 1          |
| C. Timm        | 32         | 8          | 1           | 0          | 1                 | 0                 | 0                 | 0                 | 33       | 8      | 1           | 0          |
| A. Voigt       | 26         | 1          | 7           | 1          | 1                 | 0                 | 0                 | 0                 | 27       | 1      | 7           | 1          |
| I. Vukomanović | 2          | 0          | 0           | 0          | 0                 | 0                 | 0                 | 0                 | 2        | 0      | 0           | 0          |
| C. Wollitz     | 2          | 0          | 0           | 0          | 0                 | 0                 | 0                 | 0                 | 2        | 0      | 0           | 0          |